# Courtemanche
Courtemanche (picardisch: Corteminche) ist eine nordfranzösische Gemeinde mit 99 Einwohnern (Stand 1. Januar 2022) im Département Somme in der Region Hauts-de-France. Die Gemeinde liegt im Arrondissement Montdidier und gehört zum Kanton Roye.

## Geographie
Die nordwestlich von Montdidier und an dieses anschließend gelegene Gemeinde in der Landschaft Santerre liegt an der Départementsstraße D155, die Entfernung zum Zentrum von Montdidier beträgt rund 4 km. Die Bahnstrecke von Amiens nach Montdidier verläuft durch die Gemeinde am linken Flussufer des Trois Doms, zu der auch das vereinzelt gelegene Gehöft Forestel auf der Höhe am rechten Ufer gehört. Nach Osten erstreckt sich das Gemeindegebiet über die Départementsstraße D935 hinaus und erfasst noch einen Teil des Flugplatzes von Montdidier.

## Einwohner
| 1962 | 1968 | 1975 | 1982 | 1990 | 1999 | 2006 | 2010 |
| ---- | ---- | ---- | ---- | ---- | ---- | ---- | ---- |
| 79   | 75   | 63   | 72   | 81   | 83   | 92   | 96   |

## Verwaltung
Bürgermeister (maire) ist seit 2001 Émile Foirest.	